# 井尻薫
井尻 薫（いじり かおる、1975年〈昭和50年〉5月20日 - ）は、日本のレーシングドライバーである。京都府京丹後市出身。
現在はマツダのワークスドライバーとして活動中。

## プロフィール
- 身長：179cm
- 体重：65kg
- 血液型：RH+B型
- ライセンス : 国際B級

## エピソード
- デビュー当時からチューニングカー雑誌・CARBOYに登場し、「将来はF1ドライバーになる」と豪語していた。
- 四輪のレース以前はミニバイクレースに参戦していた。カートの経験は全くなし。
- 現在はドライビングインストラクターとしても活動し、個人レッスンの他に自身が主催する練習会・企業向けの交通安全運転講習会なども開催している。
- 一般財団法人日本オートスポーツセンター 筑波サーキットのアドバイザーも務める。
- 若手の頃から株式投資を行っており、現在は不動産実業家としての顔も持つ。

## 戦績など
- 1997年 : FJ1600・TIシリーズ（現岡山国際サーキット）でデビュー。そのデビューレースを優勝で飾り同年のシリーズチャンピオンを獲得。同時に鈴鹿シリーズにも参戦しシリーズ3位。
- 1998年 : フォーミュラ・トヨタ・ウエストシリーズに参戦しシリーズ3位。　スポットでスーパーF4、スーパー耐久に参戦。
- 1999年 : 韓国のフォーミュラ・コリアに参戦。
- 2000年 : MINE・Jr耐久シリーズチャンピオンを獲得。
- 2001年 : Vitz関西シリーズチャンピオンを獲得。
- 2002年 : (株)エンドレスに入社し、ブレーキとサスペンションの製品開発テストドライバーを務める。
- 2003年 : マーチカップ東日本と西日本の両シリーズでチャンピオンを獲得。　日本一決定戦も優勝して初代日本一となる。
- 2004年 : 全日本GT選手権に参戦。
- 2005年 : SUPER GTとスーパー耐久に参戦。
- 2006年 : スーパー耐久に参戦。
- 2007年 : スーパー耐久に参戦。韓国ラウンドで同シリーズ初優勝。　チューニングカーのイベント、ハイパーミーティング5Lapバトルで優勝。
- 2008年 : スーパー耐久ST4クラス・シリーズチャンピオンを獲得。
- 2009年 : (株)エンドレスを退社。Audi japanが主催するAudi driving experienceのインストラクターに就任。
- 2010年 : スーパー耐久に参戦。
- 2011年 : スーパー耐久ST5クラス・シリーズチャンピオンを獲得。
- 2012年 : スーパー耐久ST5クラス・シリーズチャンピオンを獲得。　チューニングカーのイベント、筑波スーパーバトルでFFナンバー付きクラスのコースレコードを樹立。マシンはディーランゲージ・スイフト。
- 2013年 : スーパー耐久に参戦。　Audi AG（ドイツ本国）が設定するインストラクターライセンスの最上級「A」を取得。　2012年に続き筑波スーパーバトルで自身のコースレコードを更新。
- 2014年 : スーパー耐久ST4クラスに参戦。
- 2015年 : スーパー耐久ST4クラスに参戦。　筑波サーキットのチューニングカーFFオープンクラスのコースレコードを樹立し2階級制覇を達成。マシンはディーランゲージ・スイフトで、タイムは57.974秒。
- 2016年 : スーパー耐久ST5クラスに参戦。　鈴鹿ラウンドにて国内レースでは初となるディーゼルマシンでの優勝を達成。マシンはNOPROデミオ・ディーゼル。
- 2017年 : スーパー耐久ST5クラスに参戦。　シーズン2勝。ランキング2位。
- 2018年 : スーパー耐久ST5クラスに参戦。　ランキング3位。
- 2019年 : スーパー耐久ST5クラスに参戦。　ロードスター・パーティレースNCクラスの北日本シリーズと東日本シリーズにも参戦し、両シリーズでチャンピオンを獲得。
- 2020年 : スーパー耐久ST5クラスに参戦。　ロードスター・パーティレース東日本シリーズNCクラスでチャンピオンを獲得。
- 2021年 : スーパー耐久ST5・ST-Qクラスに参戦。　最終戦・岡山ラウンドでマツダのワークスチーム「マツダスピリットレーシング」からST-Qクラスにエントリー。バイオディーゼル燃料で走る開発車両に乗りクラス優勝をする。　ロードスター・パーティレース東日本シリーズNCクラスでチャンピオンを獲得。
- 2022年 : スーパー耐久ST-Qクラスに参戦。　ロードスター・パーティレース東日本シリーズNCクラスでチャンピオンを獲得。
- 2023年 : スーパー耐久ST-Qクラスに参戦。　ロードスター・パーティレース東日本シリーズNCクラスでチャンピオンを獲得。
- 2024年 : スーパー耐久ST-Qクラスに参戦。
- 2025年 : スーパー耐久ST-Qクラスに参戦。

### 全日本GT選手権/SUPER GT
| 年     | チーム            | 使用車両            | クラス | 1       | 2      | 3      | 4      | 5       | 6      | 7     | 8   | 順位 | ポイント |
| ------ | ----------------- | ------------------- | ------ | ------- | ------ | ------ | ------ | ------- | ------ | ----- | --- | ---- | -------- |
| 2004年 | TEAM TAISAN       | ポルシェ・911 GT3RS | GT300  | TAI     | SUG 9  | SEP 10 | TOK 11 | TRM Ret | AUT 13 | SUZ 8 |     | 17位 | 6        |
| 2005年 | TEAM TAISAN ADVAN | ポルシェ・911 GT3RS | GT300  | OKA Ret | FSW 15 | SEP    | SUG    | TRM     | FSW    | AUT   | SUZ | NC   | 0        |